# VIII wojna austriacko-turecka
VIII wojna austriacko-turecka – wojna toczona w latach 1787–1791.
Rozpoczęta przez Turków wtargnięciem na Węgry. Austria toczyła tę wojnę wspólnie z Rosją (por. Wojna rosyjsko-turecka 1787-1792), planując rozbiór Imperium Osmańskiego. Wojnę wypowiedziano Turcji 9 lutego 1788. 
Początkowo wojska austriackie spotkały niepowodzenia (m.in. w bitwie pod Karánsebes), ale wyzyskując sukcesy Rosjan, 8 października 1789 cesarski feldmarszałek Gideon Ernst von Laudon po krótkim oblężeniu zdołał zdobyć Belgrad. Dwór wiedeński szybko jednak zdecydował się wycofać z wojny, zawierając z Turcją odrębny pokój w Swisztowie 4 sierpnia 1791, na mocy którego zrezygnowano z uzyskanych już zdobyczy terytorialnych. 
Był to ostatni konflikt zbrojny między Habsburgami i Osmanami.